# Zaira neomexicana
Zaira neomexicana là một loài ruồi trong họ Tachinidae.